# Cerchio di pietre di Castlerigg

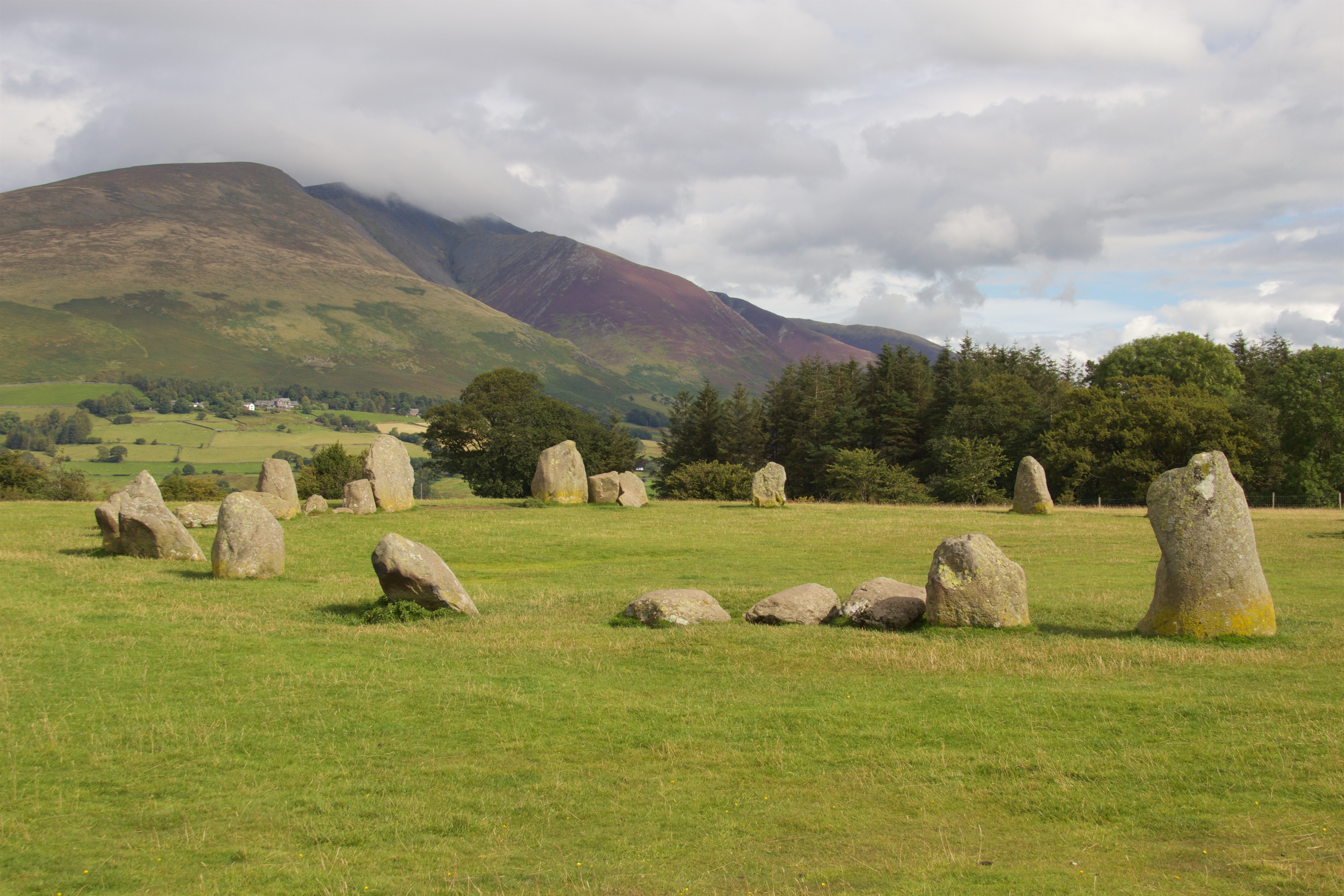
Cumbria (Inghilterra): il cerchio di pietre di Castlerigg

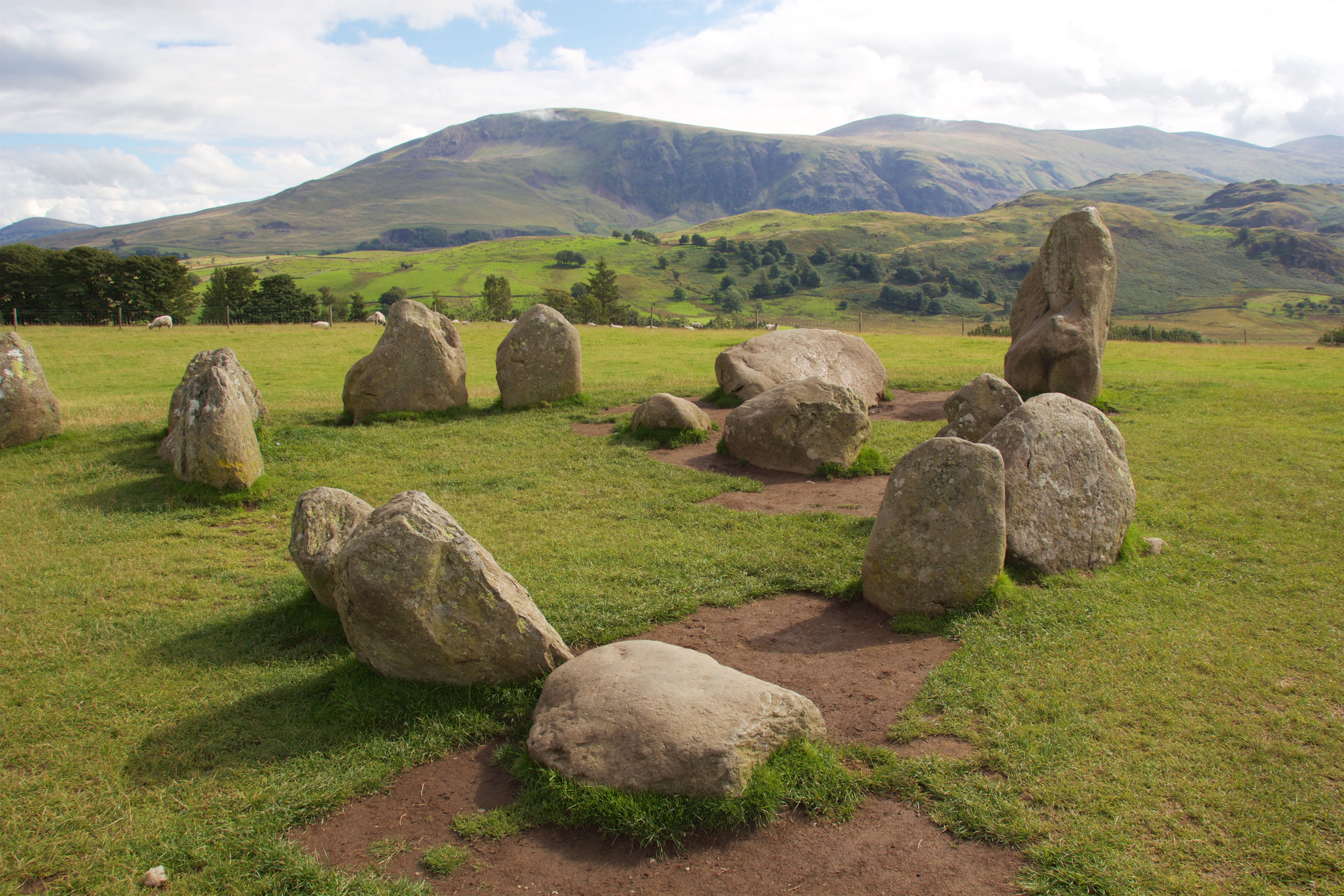
Altra veduta del sito

Il cerchio di pietre di Castlerigg (in inglese: Castlerigg Stone Circle), noto localmente anche come Keswick Carles o Druid's Circle, è un sito megalitico situato nell'area nota come Castlerigg, nei dintorni del villaggio inglese di Keswick, nel Lake District (Cumbria, Inghilterra nord-occidentale): databile tra il tardo Neolitico e gli inizi dell'Età del Bronzo (2000-2500/3000 a.C.),  è uno dei più antichi cerchi di pietre della Gran Bretagna, oltre che uno dei maggiori monumenti preistorici dell'Inghilterra settentrionale.
Il sito è gestito dal National Trust.

## Descrizione
Il sito si trova a nord-est del lago Derwent e a pochi chilometri ad est di Keswick ed è posto in una collina situata a 230 m s.l.m.
Il sito consiste in un numero di pietre che si aggira attorno alla cifra di 40 (38 secondo l'English Heritage), ma in origine il numero di pietre raggiungeva probabilmente la cifra di 48. La maggior parte delle pietre sono disposte in modo tale da formare una figura dalla forma ovale del diametro di 30 metri,  mentre 10 pietre sono disposte a rettangolo e poste all'interno del recinto.
Le pietre hanno un'altezza che varia dal metro ai 2,3 metri. La pietra più grande, dell'altezza di circa 2,3 m, pesa circa 16 tonnellate.
|  |

## Storia

### Costruzione
Il sito fu probabilmente opera di popolazioni dedite all'agricoltura e alla pastorizia durante la transumanza. Il luogo di costruzione rappresentava forse un punto d'incontro tra le popolazioni dirette ad ovest, ovvero verso la costa, e le popolazioni dirette ad est, ovvero verso la Eden Valley, che trascorrevano l'inverno in loco.

### Scoperta e scavi
Il sito divenne noto a partire dal 1725, quando l'antiquario William Stukeley parlò nei suoi scritti di un sito megalitico maestoso consistente in circa 50 pietre.
|  |

Oltre 120 anni dopo, nel 1849, Jonathan Oakley redasse una guida turistica sul Lake District, intitolata Guide to the Lakes, dove venne reso noto il numero esatto delle pietre che compongono il cerchio.
Nel 1882, furono effettuati degli scavi all'interno del cerchio, che portarono alla luce soltanto resti di carbonella.

### Turismo e conservazione
Nel corso del XIX secolo, molti turisti in visita al Lake District iniziarono a sottrarre alcune parti delle pietre del sito. Ciò fece sì che il cerchio di pietre di Castlerigg diventasse uno dei primi siti antichi ad essere posti sotto tutela  (segnatamente nel 1882).
Nel 1913 il sito fu acquistato da Canon Hardwicke Rawnsley, co-fondatore del National Trust.

## Ipotesi
Sulla funzione che doveva avere il cerchio di pietre di Castlerigg per le popolazioni preistoriche che lo costruirono non vi sono certezze.
Secondo il Prof. Alexander Thom, si tratterebbe di un osservatorio astronomico, dato che la pietra più grande sarebbe stata posta in direzione del sorgere del sole nel mese di novembre (che coincideva con la festività di samhain).
Secondo invece il Prof. Aubrey Burl, il cerchio di pietre di Castlerigg avrebbe potuto essere stato utilizzato come un deposito per le asce in pietre realizzate nelle Langdales.